# Guwahati Tea Auction Centre

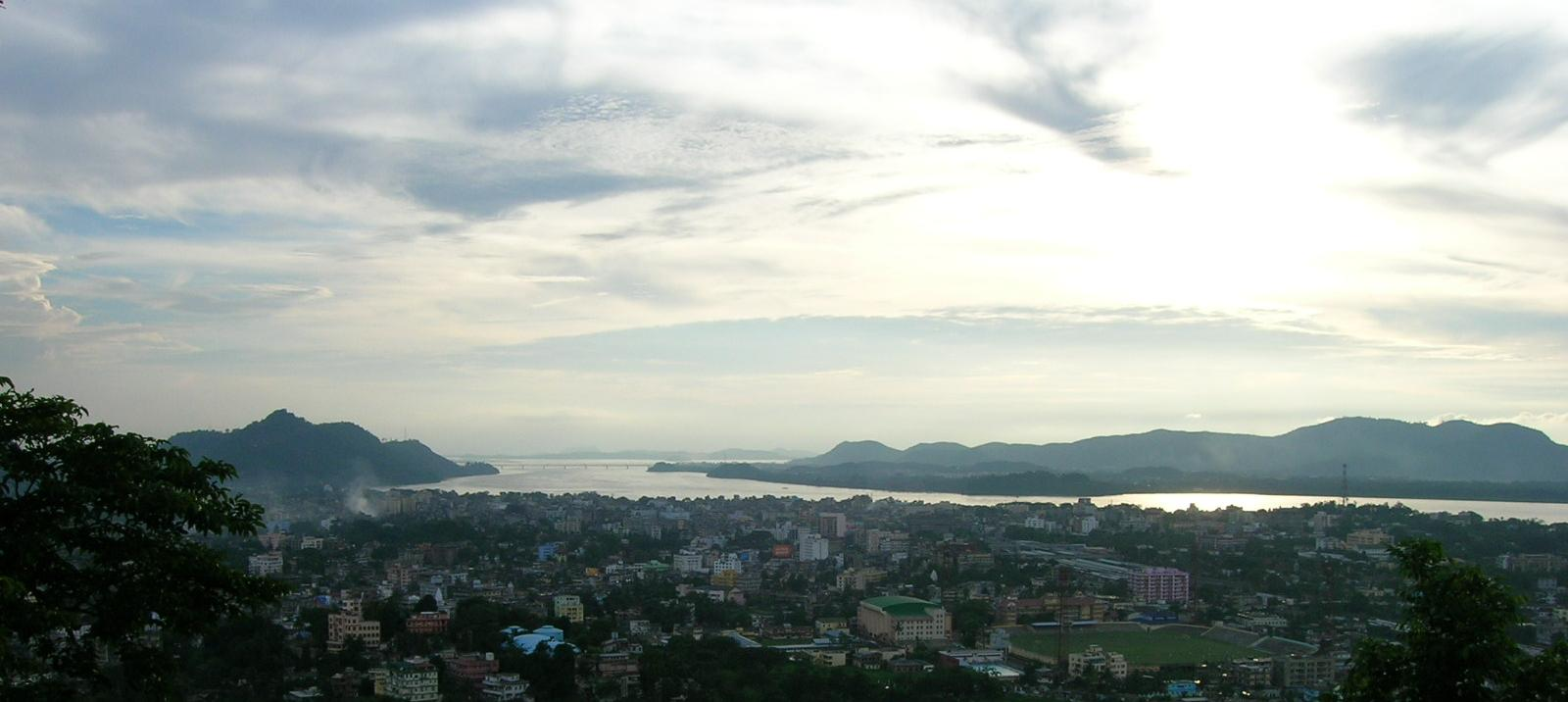
Guwahati en de Brahmaputra vanaf de Sarania Hills, richting de Saraighat brug

Het Guwahati Tea Auction Centre in Guwahati in India veilt thee geproduceerd in Assam en in de andere theegebieden in het noordoosten van India. Het is opgericht op 25 september 1970, na een initiatief van een groep telers. Het is de een na grootste theeveiling ter wereld, na de theeveiling in Colombo in Sri Lanka. Het is een van de zes theeveilingen in India, de vijf andere bevinden zich in Kolkata, in Siliguri in het Darjeeling district, in Kochi, in Coimbatore en in Coonoor in het Nilgiris district. Het veilen en de veilingen worden gereguleerd door de Tea Board of India.

## Methode van veilen
Een aantal honderden verkopers met in totaal een ruime duizend theetuinen veilt een deel van de geproduceerde thee via deze veiling. Een ander deel van de oogst verkopen ze direct. De veiling vindt wekelijks plaats op twee vaste dagen. Het duurt drie weken tussen het moment dat de verkopers de thee aanvoeren en het moment van veilen. In die tussentijd wordt de thee beoordeeld door een tiental brokers, die op hun beurt de beoogde kopers informeren over de beschikbare cataloguskavels. De thee moet aanwezig zijn in een van de ruim honderd pakhuizen rond de veiling om mee te kunnen doen met een veiling, dit zodat ze beoordeeld kan worden. Een aantal honderden verkopers maakt gebruik van de veiling.
De veiling beschikt over twee veilingzalen, met 460 en 110 zitplaatsen, en airconditioning vanwege het klimaat in Guwahati. De veiling meldt te beschikken over in totaal 12.00.000 vierkante voet pakhuisruimte, ongeveer 120.000 vierkante meter.
Vervoer van de verkochte thee vindt meest plaats over de weg. De containerterminal voor het spoor in Amingaon is ook beschikbaar. Deze wordt beheerd door het bedrijf CONCOR. Een container kan ongeveer 20 ton lading bevatten. Dat maakt dat ze meer geschikt voor de grotere export transporten via de haven van Haldia bij Kolkata. Over een deel van 2012 en 2013 vervoerde zo Shipping Corporation of India in totaal 1131 TEUs, MSC 597 TEUs, Maersk 587 TEUs, APL 146 TEUs, K Line 14 TEUs, NYK 6 TEUs en PIL 4 TEUs. Behalve vervoer van thee via deze route is er weinig andere vracht en weinig retour vracht.

## Veilingresultaten
De veiling biedt thee aan in drie kwaliteitsgroepen. De 'CTC' thee is machinaal verwerkt, volgens de 'crush-tear-curl' methode, en wordt meest gebruikt in theezakjes. De 'orthodoxe' thee is handmatig of deels machinaal verwerkt, en levert grotere delen van theebladen op, of hele theebladen. Dit is de oudste manier van thee verwerken. Deze thee wordt vaker als losse thee verkocht. Tijdens de verwerking blijven ook kleinere delen van de theebladeren over. Deze worden 'Dust' genoemd en dit wordt ook in theezakjes gebruikt.
De orthodoxe thee levert de hoogste veilingprijzen op omdat de theebladdelen tijdens de verwerking groter blijven en zo meer verschillende smaakstoffen houden. Ook vindt de oxidatie langzamer plaats en dit heeft ook invloed op de variaties in smaak. Het is wel een duurder en moeilijker proces.
Onderstaande tabellen laten veilingresultaten zien voor 2015.
De prijzen die behaald worden op de veiling verschillen per tuin. Hieronder is aangegeven wat de prijs per kilo was voor de tuin met de laagste gemiddelde prijs over heel 2015, en de prijs per kilo voor de tuin met de hoogste gemiddelde prijs. Ook de oogst verschilt per tuin, onder andere vanwege de grootte. Aangegeven is wat de totale omzet over 2015 was voor de kleinste en voor de grootste tuin. De gegevens zijn gesplitst over de drie kwaliteitsgroepen. De prijzen zijn gegeven in roepie.
| Categorie | Tuin met de laagste gemiddelde prijs [Roepie/kg] | Tuin met de hoogste gemiddelde prijs [Roepie/kg] | Kleinste tuinomzet [kg] | Grootste tuinomzet [ton] |
| --------- | ------------------------------------------------ | ------------------------------------------------ | ----------------------- | ------------------------ |
| Orthodox  | 69                                               | 1579                                             | 16                      | 214                      |
| CTC       | 54                                               | 276                                              | 23                      | 1033                     |
| Dust      | 51                                               | 268                                              | 238                     | 585                      |

Hieronder is aangegeven wat de totale verkoop over 2015 was per regio.
| Regio        | [ton]  |
| ------------ | ------ |
| Arunachal    | 5042   |
| Assam Valley | 129305 |
| Cachar       | 7351   |
| Meghalaya    | 210    |
| Nagaland     | 162    |
| Tripura      | 2352   |